# Coppa di Francia 2006 (ciclismo)
La Coppa di Francia di ciclismo 2006, quindicesima edizione della competizione, si svolse dal 18 febbraio al 5 ottobre 2006, in 14 eventi tutti facenti parte del circuito UCI Europe Tour 2006 categoria 1.1. Fu vinta dal francese Lloyd Mondory della AG2R Prévoyance, mentre il miglior team fu Bouygues Télécom.

## Calendario
| Corsa | Data         | Evento                                  | Vincitore             | Squadra               | Leader della classifica |
| ----- | ------------ | --------------------------------------- | --------------------- | --------------------- | ----------------------- |
| 1     | 18 febbraio  | Tour du Haut-Var (2006)                 | Leonardo Bertagnolli  | Cofidis               | Leonardo Bertagnolli    |
| 2     | 19 febbraio  | Classic Haribo (2006)                   | Arnaud Coyot          | Cofidis               | Arnaud Coyot            |
| 3     | 19 marzo     | Cholet-Pays de Loire (2006)             | Chris Sutton          | Cofidis               | Chris Sutton            |
| 4     | 31 marzo     | Route Adélie (2006)                     | Samuel Dumoulin       | AG2R Prévoyance       | Chris Sutton            |
| 5     | 2 aprile     | Grand Prix de la Ville de Rennes (2006) | Paride Grillo         | Panaria-Navigare      | Lilian Jégou            |
| 6     | 13 aprile    | Grand Prix de Denain (2006)             | Jimmy Casper          | Cofidis               | Lilian Jégou            |
| 7     | 16 aprile    | Tro-Bro Léon (2006)                     | Mark Renshaw          | Crédit Agricole       | Lilian Jégou            |
| 8     | 18 aprile    | Parigi-Camembert (2006)                 | Anthony Geslin        | Bouygues Télécom      | Lilian Jégou            |
| 9     | 22 aprile    | Grand Prix de Villers-Cotterêts (2006)  | Émilien-Benoît Bergès | Auber 93              | Lilian Jégou            |
| 10    | 30 aprile    | Trophée des Grimpeurs (2006)            | Didier Rous           | Bouygues Télécom      | Lilian Jégou            |
| 11    | 25 maggio    | Tour de Vendée (2006)                   | Mikel Gaztañaga       | Atom                  | Lloyd Mondory           |
| 12    | 30 luglio    | La Poly Normande (2006)                 | Anthony Charteau      | Crédit Agricole       | Lloyd Mondory           |
| 13    | 23 settembre | Grand Prix d'Isbergues (2006)           | Cédric Vasseur        | Quick Step-Innergetic | Lloyd Mondory           |
| 14    | 11 ottobre   | Parigi-Bourges (2006)                   | Thomas Voeckler       | Bouygues Télécom      | Lloyd Mondory           |

## Classifiche
| Pos. | Corridore             | Squadra         | Punti |
| ---- | --------------------- | --------------- | ----- |
| 1    | Lloyd Mondory         | AG2R Prév.      | 119   |
| 2    | Lilian Jégou          | Franc. des Jeux | 108   |
| 3    | Jimmy Casper          | Cofidis         | 85    |
| 4    | Philippe Gilbert      | Franc. des Jeux | 80    |
| 5    | Anthony Geslin        | Bouygues Tél.   | 75    |
| 6    | Aljaksandr Usaŭ       | AG2R Prév.      | 70    |
| 7    | Émilien-Benoît Bergès | Auber 93        | 68    |
| 8    | Chris Sutton          | Cofidis         | 65    |
| 9    | Mark Renshaw          | Crédit Agricole | 64    |
| 10   | Erki Pütsep           | AG2R Prév.      | 62    |